# Roger Muraro
 (août 2022).
Pour les articles homonymes, voir Muraro.
Répertoire
Frédéric Chopin, Claude Debussy, Franz Liszt, Olivier Messiaen, Maurice Ravel
Roger Muraro, né le 13 mai 1959 à Lyon, est un pianiste français de musique classique. Il est considéré aujourd'hui comme l'un des plus grands interprètes de l'œuvre d'Olivier Messiaen et de Maurice Ravel.

## Biographie

### Carrière musicale

#### Musique de Messiaen
Aux côtés d'Yvonne Loriod, il fait la connaissance du compositeur Olivier Messiaen et s’impose très rapidement comme l’un de ses interprètes majeurs. Son exécution sans partition des Vingt regards sur l'Enfant-Jésus en 1988, concert parisien en présence du compositeur qui lui adressera cette dédicace : « Merci à Roger Muraro pour son intégrale absolument sublime de cette œuvre si difficile ! Avec toute mon admiration pour sa technique éblouissante, sa maîtrise, ses qualités sonores, son émotion, et j’oserai dire sa Foi ! », ou encore de la somme du Catalogue d'oiseaux est considérée non seulement comme une gageure, mais comme une appropriation intime de l’œuvre de Messiaen à laquelle il s’identifie totalement. En 2001, il lui consacre une intégrale de ses partitions pour piano seul qui fait l’unanimité de la critique. 
En 2005, il est engagé par le Festival de Salzbourg pour jouer la Turangalîla-Symphonie sous la direction de Bertrand de Billy. Dès lors, il est invité pour interpréter l’œuvre à São Paulo (2005, en création sud-américaine), aux Proms’ de Londres en 2006 avec le BBC National Orchestra of Wales dirigé par Thierry Fischer (un enregistrement live est édité par le BBC Music Magazine), à Berlin, Vienne, Paris, Lisbonne, Dublin, Belgrade, Taipei, etc. Très récemment, le chef d'orchestre Iván Fischer l'invite dans le cadre d'une tournée européenne avec le Budapest Festival Orchestra en 2014 puis il le retrouvera à Berlin en 2016, avec le Konzerthaus Orchester... De nombreuses reprises sont inscrites dans l'agenda du pianiste : Helsinki en 2017, Tokyo en 2018...
Depuis la fin des années 1980, Roger Muraro est mis au rang des interprètes "officiels" de la musique d’Olivier Messiaen. En 2008, année du centenaire du compositeur, il joue plus de 80 concerts dédiés à sa musique (sur plus de 600 concerts répertoriés dans le monde cette année-là) et participe également, depuis plusieurs années déjà, à la renommée du compositeur à travers ses participations au jury du Concours Olivier-Messiaen organisé par la Ville de Paris ou encore sa collaboration avec la Fondation Messiaen.

#### Musique de Ravel
Après une tournée européenne, Roger Muraro joue en 2003 l'intégrale de l'œuvre pour piano seul de Maurice Ravel, en un seul concert, au Théâtre des Champs-Élysées. Il est depuis invité en France et dans le monde entier pour l'interpréter ainsi que les concertos en sol et pour la main gauche, qu'il enregistre avec le chef Myung-Whun Chung, en 2011 et 2012. À noter également ses débuts ravéliens à Tokyo (Japon), en 2004-2005, dont un concert consacré à l'intégrale, qu'il rejouera le 12 janvier 2014 au Toppan Hall.
L'intégrale de l'œuvre pour piano de Ravel est le véritable aboutissement de plusieurs années de travail et de multiples concerts qui valent aujourd'hui au pianiste une reconnaissance mondiale pour ses interprétations du compositeur français. Pour la saison 2015-2016, il est invité à jouer ce répertoire en récital et avec orchestre dans les festivals d'été en France et dans de nombreuses villes européennes.

#### Musique de Liszt
En janvier 2011, Roger Muraro surprend le public et la presse avec la sortie de son album consacré à la transcription pour piano seul de Franz Liszt de la Symphonie fantastique de Berlioz (ffff Télérama) ; œuvre que le chef Daniel Barenboim -alors “Maestro Scaligero” (principal chef invité) à la Scala de Milan- suggère au pianiste, après trois concerts avec l’Orchestra Filarmonica della Scala en novembre 2008. L'année du bicentenaire de Liszt sera le démarrage d'une nouvelle lumière sur ses interprétations du répertoire romantique. D'un bout à l'autre de la planète, il sera sollicité pour jouer non seulement Liszt, mais aussi quelques transcriptions emblématiques du répertoire d'orchestre : Berlioz/Liszt, Verdi/Liszt et Wagner/Liszt. 
Outre les nombreux concerts programmés chaque année, à noter un concert mémorable en hommage à son professeur Éliane Richepin, donné en 2014 dans le cadre de l'Annecy Classic Festival et capté par Medici.tv. Pour l'année 2015, il est invité à jouer ce répertoire dans les festivals d'été en France, puis à Paris, dans le cadre des Concerts du dimanche matin produits par Jeanine Roze.

### Vie privée et familiale
Roger Muraro est le père de l'artiste-peintre Thibaut Huchard[réf. nécessaire].

## Prix
- Premier Prix de musique de chambre au CNSMDP (France, 1980)
- Premier Prix à l'unanimité de piano au CNSMDP (France, 1981)
- Premier Prix du Concours Franz-Liszt de Parme (Italie, 1981)
- Quatrième Prix du Concours Tchaïkovski de Moscou (Russie, 1986)
- Victoires de la musique classique dans la catégorie Soliste instrumental (France, 2001)

## Distinctions
- Nommé Chevalier de l'Ordre des Arts et des Lettres, Roger Muraro a été promu au grade d’officier en janvier 2012.

## Discographie sélective
Roger Muraro est à la tête d’une discographie développée chez Decca, Deutsche Grammophon, Accord/Universal et La Dolce Volta. Parmi ses albums phares : La suite Iberia d'Albéniz (Choc du Monde de la Musique en 1997). L'intégrale de l’œuvre pour piano solo de Messiaen (Diapason d’or, Choc du Monde de la Musique, 10 de Répertoire, ffff Télérama en 2001) . Le coffret Regards sur le XXe siècle (Choc du Monde de la Musique en 2008) qui offre un large florilège de la création pianistique de notre temps, convoquant Bartók, Boulez, Dutilleux, Ives, Jolas, Schoenberg, Tremblay et Messiaen dans un hommage à Claude Helffer qui fit tant pour la connaissance de la Musique contemporaine. Berlioz/Liszt : Symphonie fantastique et “Reflets” avec le Concerto en sol de Ravel, des œuvres pour piano solo de Gershwin, Fauré, Stravinsky (ffff Télérama 2011). Son dernier enregistrement Liszt - Le piano de demain, dont le programme a été conçu autour de la Sonate en si (« ffff » de Télérama 2015).
- Isaac Albéniz : Iberia, suite de 12 pièces pour piano (Accord, 1997)
- Frédéric Chopin : 8 Polonaises - Andante spianato et Grande Polonaise brillante op.22, No. 1 & 2 op.26, no 1 Military & 2 op.40, no 5 op.44, no 6 op.53 Heroic, no 7 op. 61 Polonaise-Fantaisie (Accord, 1997)
- Franz Liszt - Le piano de demain : Sonate en si, Fantaisie et fugue sur le nom de B.A.C.H., Rapsodie hongroise no 10, Saint François de Paule marchant sur les flots (Légendes, no 2) | Liszt/Wagner, deux transcriptions pour piano : Le Vaisseau fantôme - Chœur des fileuses & Tristan und Isolde - Isoldens Liebestod (La Dolce Volta , 2015)
- Franz Liszt : Symphonie fantastique - Transcription pour piano de l'œuvre de Berlioz, Années de pèlerinage, I, Suisse, S.160 : Chapelle de Guillaume Tell, Au bord d'une source, Vallée d'Obermann (Decca, 2011)
- Franz Liszt : Harmonies poétiques et religieuses d'après le poème de Lamartine avec Robin Renucci (narrateur), 3 Caprices poétiques (Accord, 1994)
- Olivier Messiaen : Intégrale de l’œuvre pour piano solo (Accord, 2001)
- Olivier Messiaen : Vingt regards sur l'Enfant-Jésus (Accord, 1999)
- Olivier Messiaen : Catalogue d'oiseaux (Accord, 2000)
- Olivier Messiaen : Des canyons aux étoiles... pour piano solo, cor, xylorimba, glockenspiel et orchestre, avec Myung-Whun Chung, Orchestre Philharmonique de Radio France, multi-interprètes (Deutsche Grammophon, 2002)
- Olivier Messiaen : Huit préludes, La Fauvette des jardins (Accord, 2001)
- Olivier Messiaen : Petites esquisses d'oiseaux, Quatre études de rythme, Cantéyodjayâ, Rondeau, Fantaisie burlesque, Prélude pour piano, Pièce pour le tombeau de Paul Dukas (Accord, 2001)
- Sergueï Rachmaninov : Sonate no 2 Op.36, Six Moments Musicaux Op.16, Variations sur un thème de Corelli Op.42 (Accord, 1991)
- Maurice Ravel : Concerto en sol Majeur, Concerto pour la main gauche, Le Tombeau de Couperin, La Valse pour piano seul avec Hubert Soudant, Basler Sinfonie-Orchester (Accord, 1995)
- Reflet : Trois préludes de Gershwin, Quatre études Op.7 de Stravinsky, deux Nocturnes de Fauré, Concerto en sol majeur de Ravel avec Myung-Whun Chung, Orchestre Philharmonique de Radio France (Deutsche Grammophon, 2011)
- Regards sur le XXe siècle (Hommage à Claude Helffer) : Trois préludes pour piano d'Henri Dutilleux, En plein air - 5 pièces pour piano Sz.81 de Béla Bartók, Trois pièces pour piano op. 11 d'Arnold Schönberg, Douze notations pour piano de Pierre Boulez, Quatre études de rythme d'Olivier Messiaen, Sonate pour piano no 2 "Concord, Mass" de Charles Ives, Pièces pour piano (I. Phases, II. Réseaux) de Gilles Tremblay, Pièces pour piano (Postlude, Signets) de Betsy Jolas (Accord, 2008)
- Piotr Ilitch Tchaïkovski : Concerto pour piano no 1 op. 23, Modeste Moussorgski : Tableaux d'une exposition, suite pour piano avec Gintaras Rinkevicius, The Lithuanian State Symphony Orchestra (Accord, 2002)

## Participations discographiques
- Olivier Messiaen : La Transfiguration de Notre Seigneur Jésus-Christ avec Myung-Whun Chung, Orchestre Philharmonique et Chœur de Radio France (Deutsche Grammophon, 2002)
- Olivier Messiaen : Turangalîla-Symphonie avec Thierry Fischer, BBC National Orchestra Of Wales, Jacques Tchamkerten (Live, BBC Music Magazine, 2006)
- Olivier Messiaen : Jardin du sommeil d'amour - Multi-interprètes (Deutsche Grammophon, compilation, 2008)
- Olivier Messiaen : Orchestral Works avec Pierre Boulez, Myung-Whun Chung, Multi-interprètes (Deutsche Grammophon, 10CD, 2012)
- Olivier Messiaen : Complete Édition - Multi-interprètes (Deutsche Grammophon, 32CD, 2013)
- Maurice Ravel : Concerto pour la main gauche, Boléro, Ma Mère l'Oye (ballet intégral), Le Tombeau de Couperin avec Myung-Whun Chung, Orchestre Philharmonique de Radio France (Deutsche Grammophon, 2012)

## Vidéographie
- Olivier Messiaen : Vingt regards sur l'Enfant-Jésus (œuvre), Roger Muraro : Un regard sur Olivier Messiaen (documentaire), Bonus - Réalisation : Stéphan Aubé - Co-production : Universal Classics France/Aller Retour Productions, produit par Pierre-Henri Loÿs (2DVD, NTSC, Fr/Eng, Accord, 2005) | Choc du Monde de la Musique 2005